# Prince (album)
Pour les articles homonymes, voir Prince.
Albums de Prince
For You
(1978) Dirty Mind
(1980)
Prince est le deuxième album du chanteur et musicien américain Prince. Il est publié le 19 octobre 1979 chez Warner Bros. Records, dix-huit mois après For You. L'artiste en est le producteur, l'arrangeur, le compositeur et l'interprète unique, à l'exception du titre Why You Wanna Treat Me So Bad?, qui contient une contribution d'André Cymone.
Ce disque est à tonalité rhythm and blues, bien qu'il contienne deux morceaux de rock, Why You Wanna Treat Me So Bad? et Bambi. Il alterne ballades et titres à tempo médian ou rapide.
Il a été certifié vendu à un million d'exemplaires aux États-Unis, et s'ouvre sur le premier succès de l'artiste, le funk I Wanna Be Your Lover, qui a atteint le même chiffre de ventes.
Prince a obtenu la 22e place du "Billboard 200", et la 3e place du classement "Billboard Soul LP's", dédié aux albums américains de musique soul.

## Liste des titres
Vinyle – Warner Bros. Records (WB 56 772,  États-Unis)
Toutes les chansons sont écrites et composées par Prince.
| A1. | I Wanna Be Your Lover             | 5:47 |
| A2. | Why You Wanna Treat Me So Bad?    | 3:49 |
| A3. | Sexy Dancer                       | 4:18 |
| A4. | When We're Dancing Close and Slow | 5:18 |

| B1. | With You             | 3:59 |
| B2. | Bambi                | 4:22 |
| B3. | Still Waiting        | 4:24 |
| B4. | I Feel for You       | 3:24 |
| B5. | It's Gonna Be Lonely | 5:30 |

## Personnel
- Prince – chant, chœurs, guitares, basse, claviers, synthétiseurs, batterie, percussions, arrangements
- André Cymone – chœurs sur "Why You Wanna Treat Me So Bad?" (non crédité)